# Stanisław Jackowski
Stanisław Jackowski (ur. 11 sierpnia 1887 w Warszawie, zm. 10 marca 1951 w Katowicach) – polski rzeźbiarz.

## Życiorys
Syn Aleksandra i Emilii z Trembińskich. Absolwent Gimnazjum gen. Pawła Chrzanowskiego w Warszawie (1908).
W latach 1909−1911 kształcił się w krakowskiej Akademii Sztuk Pięknych pod kierunkiem Konstantego Laszczki oraz studiował historię sztuki na Uniwersytecie Jagiellońskim. W latach 1911−1912 uczęszczał do akademii Colarossiego. Przed II wojną światową mieszkał i tworzył w Warszawie, gdzie brał czynny udział w życiu artystycznym. Był członkiem i wieloletnim prezesem Towarzystwa Rzeźba. 
Został pochowany na cmentarzu Powązkowskim w Warszawie (kwatera 66-1-1/2).

## Ważniejsze prace
- pomnika Jana Kilińskiego w Warszawie,
- serii rzeźb Tancerka, z których jedna, z 1927 znajduje się w parku Skaryszewskim w Warszawie,
- popiersia płk. Jana Hipolita Kozietulskiego[4] – obecnie przy Muzeum Okręgowym w Suwałkach oraz (drugie popiersie – kopia) na tyłach pałacu Myślewickiego w Łazienkach Królewskich w Warszawie[5],
- rzeźby Chłopiec z krokodylem, której kopia została ustawiona na pl. J.H. Dąbrowskiego w Warszawie w 1930,
- Pomnik Żołnierza Polskiego w Grudziądzu,
- rzeźby Żniwiarka w parku przypałacowym w Śmiełowie.